# Raped in Their Own Blood
Az 1996-os Raped In Their Own Blood a svéd Vomitory death metal zenekar debütáló nagylemeze.

## Dalok
1. Nervegasclouds - 5:19
2. Raped In Their Own Blood - 3:22
3. Dark Grey Epoch - 3:15
4. Pure Death - 3:11
5. Through Sepulchral Shadows - 4:56
6. Inferno - 2:44
7. Sad Fog Over Sinister Runes - 4:50
8. Into Winter Through Sorrow - 4:22
9. Perdition - 2:50
10. Thorns - 5:41

## Zenészek
- Ronnie Olson - ének
- Thomas Bergqvist - basszusgitár, háttérvokál
- Ulf Dalegren - gitár
- Urban Gustafsson - gitár
- Tobias Gustafsson - dobok